# Сингх, Дхарам (хоккеист на траве, 1937)
Дхарам Сингх (англ. Dharam Singh, 30 октября 1937, Фаттувал, Британская Индия) — индийский хоккеист (хоккей на траве), защитник. Олимпийский чемпион 1964 года.

## Биография
Дхарам Сингх родился 30 октября 1937 года в индийской деревне Фаттувал.
Играл в хоккей на траве за полицию Пенджаба.
В 1964 году вошёл в состав сборной Индии по хоккею на траве на Олимпийских играх в Токио и завоевал золотую медаль. Играл на позиции защитника, провёл 9 матчей, мячей не забивал.